# 玉前
玉前（たまさき）は、千葉県市原市の五井地区にある大字。郵便番号は290-0041。

## 概要
千葉県市原市の五井地区にある大字である。工業地域にほど近い低密度で非計画的な住宅地である。土地区画整理事業により玉前西と玉前緑地を分離している。

## 地理
北は岩崎と岩崎西、東は五井、南は五井西、西は玉前西と接する。

## 歴史

### 沿革
- 1963年（昭和38年）5月1日 - 市原市市制施行に伴い市原市五井地区の一部となる[6]。
- 1975年（昭和50年）1月7日 - 市原特別工業地区第一土地区画整理事業の換地処分により、字内から玉前西及び玉前緑地の町丁字を新設分離[6]。

## 世帯数と人口
2022年（令和4年）4月1日現在の世帯数と人口は以下の通りである。
| 町丁字 | 世帯数  | 人口    |
| ------ | ------- | ------- |
| 玉前   | 596世帯 | 1,128人 |

## 通学区域
市立小学校・市立中学校にと県立高等学校の通学区域は下の通りとであ。
| 町丁字 | 番地 | 小学校             | 中学校             | 県立高校 |
| ------ | ---- | ------------------ | ------------------ | -------- |
| 玉前   | 全域 | 市原市立京葉小学校 | 市原市立五井中学校 | 第9学区  |